# Jacques-André Mallet

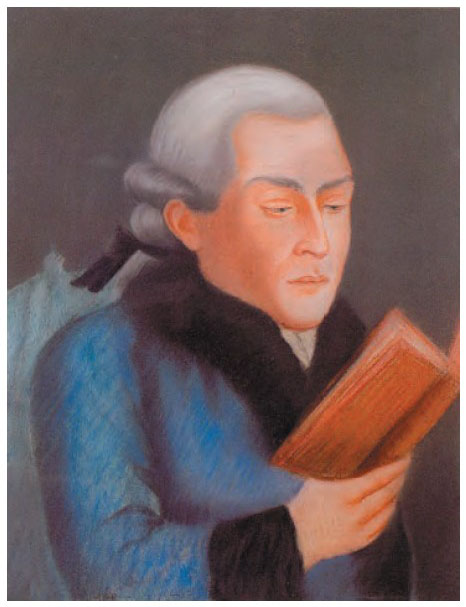
Jacques-André Mallet

Jacques-André Mallet (* 23. September 1740 in Genf; † 30. Januar 1790 ebenda) (auch: Jacob Andreas Mallet) war ein Genfer Mathematiker und Astronom.

## Leben
Jacques-André Mallet wurde als Sohn von Jean-Robert Mallet (* 26. November 1702 in Genf; † 1771), Genfer Offizier in französischen Diensten und dessen Ehefrau Dorothée (* 1708 in Genf; † unbekannt), eine Tochter des François Jean Favre (1660–1740), geboren. Seine Schwester Marguerite Mallet war seit 1773 mit Jean-Louis Pictet verheiratet. Eine weitere Schwester war Isabelle Mallet (* 1743 in Genf; † 14. Februar 1798).
Er studierte an der Académie de Genève und war ein Schüler des Mathematikers Louis Necker. Anschliessend studierte er von 1760 bis 1762 an der Universität Basel bei Daniel Bernoulli, mit dem er bis zu dessen Tod im Briefwechsel war und der ihn als Astronom für die Zarin Katharina II. empfahl. 1763 unternahm er eine Studienreise nach Frankreich und England. In Paris machte er die Bekanntschaft mit Jérôme Lalande und in London mit Nevil Maskelyne und John Bevis.
Mit seinem Schwager Jean-Louis Pictet war er Teilnehmer einer von der Zarin Katharina II. ins Leben gerufenen Expedition, an der auch die Wissenschaftler Maximilian Hell, Jeremiah Dixon, William Bayly, Anders Hellant (1717–1789) und Anders Planman (1724–1803) teilnahmen; er ging am 4. April 1768 nach Lappland, um am 3. Juni 1769 den Durchgang der Venus vor der Sonne zu beobachten. Hierzu beteiligte er sich an einer in Ponoi errichteten Sternwarte, konnte dann allerdings wetterbedingt nur eine Phase des Durchgangs beobachten. Jean-Louis Pictet, der sich in Umba befand, hatte durchgehend beständigen Regen. Aus den Aufzeichnungen konnte Jacques-André Mallet jedoch die Parallaxe der Sonne bestimmen, die es ermöglichte, den Abstand der Erde von der Sonne zu berechnen.
Nach seiner Rückkehr am 29. Oktober 1769 nach Genf wurde er in den Rat der Zweihundert in Genf gewählt. Er bat den Rat 1771 um die Erlaubnis, ein Observatorium auf einem Teil der Stadtbefestigung bauen zu dürfen, das er zum Teil auf eigene Kosten errichtete. Im gleichen Jahr erhielt er eine Anstellung als Honorarprofessor an der Académie de Genève. 1772 wurde er der Direktor Sternwarte Genf und blieb es bis zu seinem Tod. Seine zahlreichen Beobachtungen, die er mit Hilfe seiner Assistenten Marc-Auguste Pictet und Jean Trembley (1749–1811) machte, beschäftigten sich mit Sonnen- und Mondfinsternis, der Verfolgung der Jupitermonde, den Bewegungen der Planeten und der Kometen sowie den Sonnenflecken.
1786 entschloss er sich, seine Instrumente in sein Landhaus nach Avully zu bringen und sich dort ein bequemes Observatorium aufzubauen. Er verbrachte nun die meiste Zeit in seinem Landhaus und beschäftigte sich ausser mit der Astronomie noch mit der Bewirtschaftung seines Gutes sowie mit den Geschäften der Gemeinde, in der er zum Kassierer und zum Dorfschulzen ernannt worden war.
Nach seinem Tod wurden seine Instrumente von der Genfer Société des Arts gekauft und der dortigen Sternwarte gespendet. Sein Landhaus in Avully wurde in die Liste der Kulturgüter aufgenommen.

## Mitgliedschaften
Er war Mitglied in der 1776 in Genf gegründeten Société des Arts.
Er war seit dem 2. Mai 1772 korrespondierendes Mitglied der Pariser Académie des sciences, seit 1776 Ehrenmitglied der St. Petersburger Akademie der Wissenschaften und Mitglied der Royal Society in London sowie der Akademie der Wissenschaften in Berlin.

## Ehrungen
Der Mallet-Mondkrater soll nach ihm benannt worden sein. Abweichend hierzu wird jedoch auch der irische Geophysiker Robert Mallet als Namensgeber genannt.